# Лелегье
Лелегье — озеро в Костанайском районе Костанайской области Казахстана. Находится в 6 км к юго-западу от посёлка Шеминовский.
По данным топографической съёмки 1943 года, площадь поверхности озера составляет 1,63 км². Наибольшая длина озера — 1,7 км, наибольшая ширина — 1,5 км. Длина береговой линии составляет 5 км, развитие береговой линии — 1,12. Озеро расположено на высоте 186,9 м над уровнем моря.